# Kreševo
Kreševo ist eine Kleinstadt und gleichnamige Verbandsgemeinde im Zentrum von Bosnien und Herzegowina. Sie liegt im Kanton Zentralbosnien der Föderation Bosnien und Herzegowina.

## Geografie

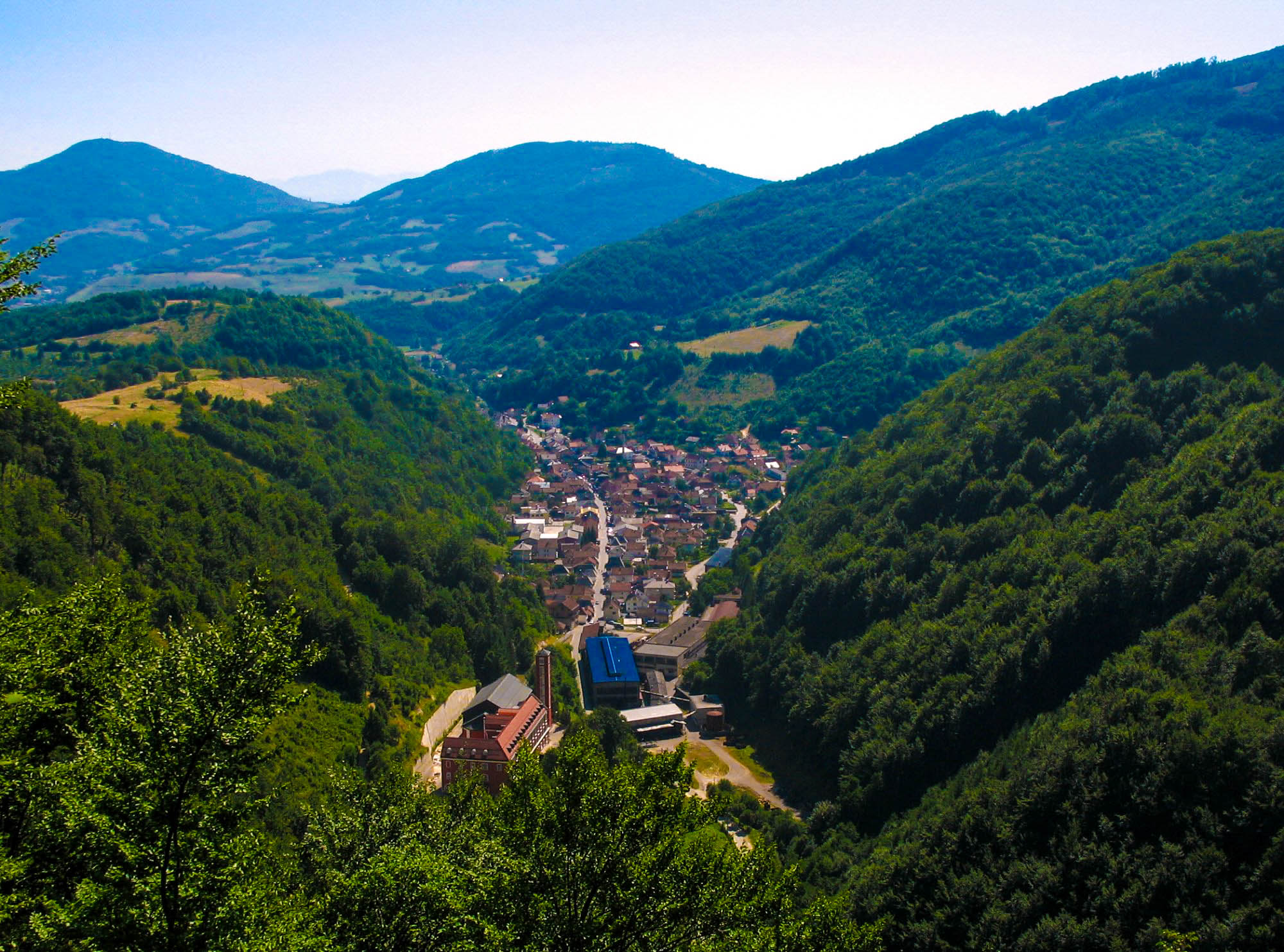
Blick über Kreševo

Die Verbandsgemeinde Kreševo liegt in einer Mittelgebirgsregion westlich von Sarajevo und hat eine Ausdehnung von 150 Quadratkilometern, von denen etwa 90 Prozent bewaldet sind. Die Stadt Kreševo liegt etwa 12 Kilometer südlich der Ortschaft Kiseljak.

## Geschichte
Das schmale Gebiet von Kreševo gehörte während der Römerzeit dem sogenannten mittelbosnischen Bergbaurevier an, in dem im Laufe des 1. bis 3. Jahrhunderts Eisen, Silber und Arsenerz intensiv abgebaut wurde. In Kreševo selbst versuchte man eine kleine Bergmannssiedlung (möglicherweise vicus) zu lokalisieren, die das Zentrum einer Reihe von Bergmannsbetrieben im Gebiet von Kreševo gewesen sein könnte. Man nimmt weiter an, im Feld von Kreševo hätten landwirtschaftliche römische Herrensitze, villae rusticae, existiert.
Es sind jedoch mit Ausnahme einer römischen Straße von 200 Meter Länge in der Nähe des Dorfes Vranci, die dieses Gebiet mit dem von Kiseljak verband, einer antiken Radspur bei Kreševo und einigen Bruchstücken römischer Architekturelemente mit dem herausragenden Eckstein eines spätantiken, profilierten Kranzes (vor dem Rathaus in Kreševo) bis heute keine weiteren Denkmäler aus römischer Zeit bekannt.

### Bevölkerung
Die Volkszählung von 1991 ergab folgende Zusammensetzung:
- Kroaten – 4714 (70,03 %)
- Bosniaken – 1531 (22,74 %)
- Serben – 34 (0,50 %)
- Jugoslawen – 251 (3,72 %)
- Andere – 201 (3,01 %)

Die amtliche Schätzung für 2003 enthält folgende Zahlen:
- Kroaten – 3218 (80,29 %)
- Bosniaken – 790 (19,71 %)

## Söhne und Töchter der Stadt
- Duško Kuliš (* 1960), Volksmusiker und Songwriter
- Branko Okić (* 1969), Fußballspieler und -trainer
- Marin Pongracic (* 1997), Fußballspieler